# Prosoplus fuscobasalis
Prosoplus fuscobasalis är en skalbaggsart som beskrevs av Stefan von Breuning 1947. Prosoplus fuscobasalis ingår i släktet Prosoplus och familjen långhorningar. Inga underarter finns listade i Catalogue of Life.